# ناحیه العماریه
ناحیه العماریه (به عربی: دائرة العماریة) یک ناحیه در الجزایر است که در استان مدیه واقع شده‌است.